# Michele Zappella
Michele Zappella (Viareggio, 4 marzo 1936) è uno psichiatra italiano, studioso di neuropsichiatria infantile.

## Biografia
Zappella si laurea a Roma nel 1960 in Medicina e Chirurgia. Si specializza in Pediatria (Roma, 1963), in Neuropsichiatria infantile (Pisa, 1966), in Malattie Nervose e Mentali (Pisa 1968); nel 1970 diventa libero docente in igiene mentale. Lavora al Fountain Hospital di Londra (UK) dal 1961 al 1963. Come vincitore di una borsa Fulbright per gli USA è Fellow of Neurology nel Department of Child Neurology del Children's Hospital di Washington (USA, 1964-1965). È stato primario del reparto di Neuropsichiatria Infantile dell'Ospedale Regionale di Siena dal 1973 al 2006. Attualmente (2014) insegna Neuropsichiatria infantile nelle Scuole di Specializzazione dell'Università di Siena ed è consulente nel Centro Rett dell'Ospedale Versilia (Lu). Membro onorario della Society for the Study of Behavioural Phenotypes (Londra) e della Società Italiana di Pedagogia, è stato Presidente della Associazione Italiana Sindrome di Tourette (1999-2003) e Vice Presidente della Società Italiana di Neuropsichiatria Infantile (1976-78).
Negli anni sessanta ha scoperto il Placing Reflex e le sue connessioni con la diagnosi precoce del ritardo mentale grave. Si è occupato dell'integrazione sociale e scolastica dei bambini disabili: suoi sono i primi articoli scientifici usciti su questo argomento nel 1969-70. Con i suoi studi sulla Sindrome di Rett ha dimostrato che esiste una variante di questa sindrome nella quale le bambine acquisiscono tardivamente un linguaggio ed alcune abilità manuali: la Zappella Variant of Rett Syndrome (OMIM 312750).
Ha studiato estesamente i Disturbi dello Spettro Autistico: a questo riguardo ha scoperto la Dysmaturational Syndrome, che si manifesta con un comportamento autistico transitorio associato a tic motori e vocali e ha una causa genetica di tipo tourettiano; ciò rende tale Sindrome Dismaturativa del tutto diversa dai Disturbi Autistici stabili.
Ha introdotto una forma di intervento riabilitativo: l'Attivazione Emotiva con Reciprocità Corporea (AERC). Per i suoi lavori sull'autismo ha ricevuto nel 1981 la Medaglia d'Oro e la Cittadinanza Onoraria del comune di Sesto San Giovanni (MI).
Ha sempre svolto ed è impegnato tuttora in una intensa attività clinica.

## Principali Opere
Michele Zappella è autore di oltre 300 pubblicazioni scientifiche, delle quali 105 sono indicizzate su PubMed della U.S. National Library of Medicine del National Institutes of Health.
Nel 1980 ha vinto il premio Glaxo per la divulgazione scientifica. È attualmente Direttore Scientifico della rivista Autismo e Disturbi dello Sviluppo.
Italiano
- Zappella, Michele. Le encefalopatie congenite del neonato e del lattante, Infanzia Anormale, 11, 1967.
- Zappella, Michele. Il Pesce Bambino, Milano: Feltrinelli, 1976. ISBN 978-88-07-79101-7; trad. in Francese, l'Enfant Poisson, Paris: Payot, 1979. ISBN 2-228-33510-X.
- Zappella, Michele. Il Bambino nella Luna, Milano: Feltrinelli, 1979. ISBN 978-88-07-81108-1.
- Zappella, Michele. Non vedo, non sento, non parlo, Milano: Mondadori, 1984; trad. in Spagnolo, No veo, no oigo, no ablo, Paidos Terapia Familial, 1992. ISBN 84-7509-829-0.
- Zappella, Michele. I bambini autistici, l'holding e la famiglia, Roma: Nuova Italia Scientifica, 1987. ISBN 978-88-430-0996-1.
- A.A.V.V.  Metodo Portage, ed. italiana a cura di Michele Zappella, Torino: Omega, 1989. ISBN 978-88-7241-087-5.
- Zappella, Michele. Autismo Infantile Roma, NIS, 1996. ISBN 9788843004027; trad. in Spagnolo, Autismo Infantìl, Instituto de Cultura Economica: Mexico, 1998. ISBN 84-7509-829-0.
- Zappella, Michele; con Dario Ianes. Facciamo il punto su l'autismo, Trento: Erickson, 2009. ISBN 978-88-6137-399-0.

Inglese
- Zappella, Michele, con Alberto Oliverio. The behavior of human infants, New York: Plenum Press, 1983. ISBN 0-306-41470-8.
- Zappella, Michele: collaborazione al libro di Mary Coleman The Neurology of Autism, New York: Oxford University Press, 2005. ISBN 978-0-19-518222-4.[16]